# مالا فوچا
مالا فوچا (به بلغاری: Mala Fucha) یک منطقهٔ مسکونی در بلغارستان است که در شهرستان بوبف دل واقع شده‌است.